# 下水内郡

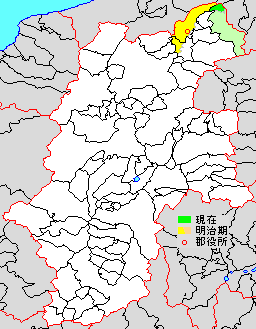
長野県下水内郡の範囲（緑：栄村 薄緑：後に他郡から編入した区域）

下水内郡（しもみのちぐん）は、日本の長野県の郡。北信地方の北信地域に属する。
人口1,454人、面積271.66km²、人口密度5.35人/km²。（2025年3月1日、推計人口）
現在は以下の1村を含む。
- 栄村（さかえむら）

## 郡域
1879年（明治12年）に行政区画として発足した当時の郡域は、下記の区域にあたる。
- 飯山市の大半（概ね千曲川以西。かつての飯山町・秋津村・常盤村・外様村・柳原村・太田村・岡山村。現市域のうち木島村・瑞穂村を除く全域）

- 中野市の一部（同上。かつての豊田村）
- 栄村の一部（同上。かつての水内村）

なお、栄村のうち大半（千曲川以南の旧・堺村）は、本来高井郡（下高井郡）に属していた。そのため、現在も残る下水内郡のうち、古くから水内郡であった地（千曲川以北の旧・水内村）はわずかしか含まれていない。

## 歴史

### 郡発足までの沿革
- 「旧高旧領取調帳」に記載されている、信濃国水内郡のうち後の本郡域の明治初年時点での支配は以下の通り。幕府領は中野代官所が管轄。○は村内に寺社除地[2]が存在。（1町49村）

| 知行   | 知行                 | 村数     | 村名 |
| ------ | -------------------- | -------- | --- |
| 幕府領 | 幕府領（中野代官所） | 12村     | 桑名川村、西大滝村、白鳥村、平滝村、青倉村、森村、小沼村、三ツ屋新田村、水沢村、○柳新田村、○大倉崎村、○上野新田村 |
| 藩領   | 信濃飯山藩           | 1町 37村 | 顔戸村、下柳沢村、五束村、堀之内村、北条村、五荷村、瀬木村、蕨野村、温井村、下境村、上境村、曽根村、下今井村、大坪村、戸狩村、小泉村、尾崎村、法寺村、永江村、穴田村、○蓮村、笠倉村、替佐村、上今井村、○中条村、○小境村、○静間村、飯山町、奈良沢村、上倉村、南条村、四屋村、藤木村、大川村、山口村、笹川村、富倉村、中曽根村 |

- 慶応4年2月17日（1868年3月10日） - 幕府領が名古屋藩の管轄となる。
- 明治2年2月30日（1869年4月11日） - 幕府領が伊那県の管轄となる。
- 明治3年9月17日（1870年10月11日） - 伊那県の管轄区域が中野県の管轄となる。
- 明治4年
  - 6月22日（1871年8月8日） - 中野県が改称して長野県となる。
  - 7月14日（1871年8月29日） - 廃藩置県により、藩領が飯山県の管轄となる。
  - 11月20日（1871年12月31日） - 第1次府県統合により、全域が長野県の管轄となる。
  - 12月 - 奈良沢村・上倉村が飯山町に合併。（1町47村）
- 明治5年（1872年）9月 - 南条村・四屋村・藤木村・大川村・山口村・笹川村が合併して旭村となる。（1町42村）
- 明治7年（1874年） - 尾崎村の一部（飛地）が小泉村に合併。
- 明治8年（1875年） - 笠倉村・替佐村が合併して豊津村となる。（1町41村）
- 明治9年（1876年）
  - 5月（1町31村）
    - 30日
      - 顔戸村・尾崎村が合併して寿村となる。
      - 法寺村・中条村・中曽根村が合併して緑村となる。
      - 曽根村・下今井村・大坪村が合併して常郷村となる。

    - 小沼村・三ツ屋新田村・水沢村・柳新田村・大倉崎村・上野新田村が合併して常盤村となる。

  - 7月（1町18村）
    - 桑名川村・西大滝村が合併して照岡村となる。
    - 白鳥村・平滝村が合併して豊栄村となる。
    - 青倉村・森村が合併して北信村となる。
    - 下柳沢村・五束村・堀之内村・北条村・五荷村・瀬木村・蕨野村・小境村が合併して豊田村となる。
    - 温井村・下境村・上境村が合併して一山村となる。
    - 戸狩村・小泉村が合併して照里村となる。

### 郡発足以降の沿革
- 明治12年（1879年）1月4日 - 郡区町村編制法の長野県での施行により、水内郡のうち1町18村の区域に行政区画としての下水内郡が発足。郡役所を飯山町に設置。
- 明治15年（1882年）6月3日 - 緑村の一部が分立して中曽根村となる。（1町19村）

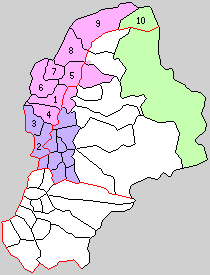
1.飯山町 2.豊井村 3.永田村 4.秋津村 5.常盤村 6.柳原村 7.外様村 8.太田村 9.岡山村 10.水内村（紫：中野市 桃：飯山市 緑：栄村）

- 明治22年（1889年）4月1日 - 町村制の施行により、以下の町村が発足。特記以外は現・飯山市。（1町9村）
  - 飯山町（大池組・小佐原組を除き単独町制）
  - 豊井村 ← 上今井村、豊津村（現・中野市）
  - 永田村 ← 永江村、穴田村（現・中野市）
  - 秋津村 ← 蓮村、静間村
  - 常盤村 ← 常盤村、照里村、飯山町［大池組］
  - 柳原村 ← 旭村、富倉村、飯山町［小佐原組］
  - 外様村 ← 緑村、中曽根村、寿村
  - 太田村 ← 常郷村、豊田村
  - 岡山村 ← 照岡村、一山村
  - 水内村 ← 豊栄村、北信村（現・栄村）
- 明治24年（1891年）4月1日 - 郡制を施行。
- 大正12年（1923年）4月1日 - 郡会が廃止。郡役所は存続。
- 大正15年（1926年）7月1日 - 郡役所が廃止。以降は地域区分名称となる。
- 昭和29年（1954年）8月1日 - 飯山町・秋津村・柳原村・外様村・常盤村が下高井郡木島村・瑞穂村と合併して飯山市が発足し、郡より離脱。（5村）
- 昭和31年（1956年）9月30日（2村）
  - 豊井村・永田村が合併して豊田村が発足。
  - 太田村・岡山村が飯山市に編入。
  - 水内村が下高井郡堺村と合併して栄村が発足。
- 平成17年（2005年）4月1日 - 豊田村が中野市と合併し、改めて中野市が発足、郡より離脱。（1村）

### 変遷表
| 明治以前     | 明治以前           | 明治初年 - 明治7年 | 明治8年 - 明治11年    | 明治12年 - 明治22年     | 明治22年 4月1日 町村制施行 | 明治22年 - 昭和64年          | 平成元年 - 現在             | 現在   |
| ------------ | ------------------ | ------------------ | --------------------- | ----------------------- | -------------------------- | ---------------------------- | --------------------------- | ------ |
| 上倉村       | 上倉村             | 明治4年12月 飯山町 | 飯山町                | 飯山町                  | 飯山町                     | 昭和29年8月1日 飯山市の一部  | 飯山市                      | 飯山市 |
| 奈良沢村     |                    | 明治4年12月 飯山町 | 飯山町                | 飯山町                  | 飯山町                     | 昭和29年8月1日 飯山市の一部  | 飯山市                      | 飯山市 |
| 飯山町       | （その他）         | 明治4年12月 飯山町 | 飯山町                | 飯山町                  | 飯山町                     | 昭和29年8月1日 飯山市の一部  | 飯山市                      | 飯山市 |
| 飯山町       | （大池組）         | 明治4年12月 飯山町 | 飯山町                | 飯山町                  | 常盤村                     | 昭和29年8月1日 飯山市の一部  | 飯山市                      | 飯山市 |
| 飯山町       | （小佐原組）       | 明治4年12月 飯山町 | 飯山町                | 飯山町                  | 柳原村                     | 昭和29年8月1日 飯山市の一部  | 飯山市                      | 飯山市 |
| 富倉村       | 富倉村             | 富倉村             | 富倉村                | 富倉村                  | 柳原村                     | 昭和29年8月1日 飯山市の一部  | 飯山市                      | 飯山市 |
| 笹川村       | 笹川村             | 笹川村             | 明治5年9月 旭村       | 旭村                    | 柳原村                     | 昭和29年8月1日 飯山市の一部  | 飯山市                      | 飯山市 |
| 山口村       | 山口村             | 山口村             | 明治5年9月 旭村       | 旭村                    | 柳原村                     | 昭和29年8月1日 飯山市の一部  | 飯山市                      | 飯山市 |
| 大川村       | 大川村             | 大川村             | 明治5年9月 旭村       | 旭村                    | 柳原村                     | 昭和29年8月1日 飯山市の一部  | 飯山市                      | 飯山市 |
| 藤木村       | 藤木村             | 藤木村             | 明治5年9月 旭村       | 旭村                    | 柳原村                     | 昭和29年8月1日 飯山市の一部  | 飯山市                      | 飯山市 |
| 四屋村       | 四屋村             | 四屋村             | 明治5年9月 旭村       | 旭村                    | 柳原村                     | 昭和29年8月1日 飯山市の一部  | 飯山市                      | 飯山市 |
| 南条村       | 南条村             | 南条村             | 明治5年9月 旭村       | 旭村                    | 柳原村                     | 昭和29年8月1日 飯山市の一部  | 飯山市                      | 飯山市 |
| 蓮村         | 蓮村               | 蓮村               | 蓮村                  | 蓮村                    | 秋津村                     | 昭和29年8月1日 飯山市の一部  | 飯山市                      | 飯山市 |
| 静間村       | 静間村             | 静間村             | 静間村                | 静間村                  | 秋津村                     | 昭和29年8月1日 飯山市の一部  | 飯山市                      | 飯山市 |
| 法寺村       | 法寺村             | 法寺村             | 明治9年5月30日 緑村   | 緑村                    | 外様村                     | 昭和29年8月1日 飯山市の一部  | 飯山市                      | 飯山市 |
| 中条村       | 中条村             | 中条村             | 明治9年5月30日 緑村   | 緑村                    | 外様村                     | 昭和29年8月1日 飯山市の一部  | 飯山市                      | 飯山市 |
| 中曽根村     | 中曽根村           | 中曽根村           | 明治9年5月30日 緑村   | 明治15年6月3日 中曽根村 | 外様村                     | 昭和29年8月1日 飯山市の一部  | 飯山市                      | 飯山市 |
| 顔戸村       | 顔戸村             | 顔戸村             | 明治9年5月30日 寿村   | 寿村                    | 外様村                     | 昭和29年8月1日 飯山市の一部  | 飯山市                      | 飯山市 |
| 尾崎村       | 一部（飛地）を除く | 尾崎村             | 明治9年5月30日 寿村   | 寿村                    | 外様村                     | 昭和29年8月1日 飯山市の一部  | 飯山市                      | 飯山市 |
| 尾崎村       | 一部（飛地）       | 明治7年 小泉村     | 明治9年7月 照里村     | 照里村                  | 常盤村                     | 昭和29年8月1日 飯山市の一部  | 飯山市                      | 飯山市 |
| 小泉村       |                    | 明治7年 小泉村     | 明治9年7月 照里村     | 照里村                  | 常盤村                     | 昭和29年8月1日 飯山市の一部  | 飯山市                      | 飯山市 |
| 戸狩村       | 戸狩村             | 戸狩村             | 明治9年7月 照里村     | 照里村                  | 常盤村                     | 昭和29年8月1日 飯山市の一部  | 飯山市                      | 飯山市 |
| 小沼村       | 小沼村             | 小沼村             | 明治9年5月 常盤村     | 常盤村                  | 常盤村                     | 昭和29年8月1日 飯山市の一部  | 飯山市                      | 飯山市 |
| 三ツ屋新田村 | 三ツ屋新田村       | 三ツ屋新田村       | 明治9年5月 常盤村     | 常盤村                  | 常盤村                     | 昭和29年8月1日 飯山市の一部  | 飯山市                      | 飯山市 |
| 水沢村       | 水沢村             | 水沢村             | 明治9年5月 常盤村     | 常盤村                  | 常盤村                     | 昭和29年8月1日 飯山市の一部  | 飯山市                      | 飯山市 |
| 柳新田村     | 柳新田村           | 柳新田村           | 明治9年5月 常盤村     | 常盤村                  | 常盤村                     | 昭和29年8月1日 飯山市の一部  | 飯山市                      | 飯山市 |
| 大倉崎村     | 大倉崎村           | 大倉崎村           | 明治9年5月 常盤村     | 常盤村                  | 常盤村                     | 昭和29年8月1日 飯山市の一部  | 飯山市                      | 飯山市 |
| 上野新田村   | 上野新田村         | 上野新田村         | 明治9年5月 常盤村     | 常盤村                  | 常盤村                     | 昭和29年8月1日 飯山市の一部  | 飯山市                      | 飯山市 |
| 曽根村       | 曽根村             | 曽根村             | 明治9年5月30日 常郷村 | 常郷村                  | 太田村                     | 昭和31年9月30日 飯山市に編入 | 飯山市                      | 飯山市 |
| 下今井村     | 下今井村           | 下今井村           | 明治9年5月30日 常郷村 | 常郷村                  | 太田村                     | 昭和31年9月30日 飯山市に編入 | 飯山市                      | 飯山市 |
| 大坪村       | 大坪村             | 大坪村             | 明治9年5月30日 常郷村 | 常郷村                  | 太田村                     | 昭和31年9月30日 飯山市に編入 | 飯山市                      | 飯山市 |
| 下柳沢村     | 下柳沢村           | 下柳沢村           | 明治9年7月 豊田村     | 豊田村                  | 太田村                     | 昭和31年9月30日 飯山市に編入 | 飯山市                      | 飯山市 |
| 五束村       | 五束村             | 五束村             | 明治9年7月 豊田村     | 豊田村                  | 太田村                     | 昭和31年9月30日 飯山市に編入 | 飯山市                      | 飯山市 |
| 堀之内村     | 堀之内村           | 堀之内村           | 明治9年7月 豊田村     | 豊田村                  | 太田村                     | 昭和31年9月30日 飯山市に編入 | 飯山市                      | 飯山市 |
| 北条村       | 北条村             | 北条村             | 明治9年7月 豊田村     | 豊田村                  | 太田村                     | 昭和31年9月30日 飯山市に編入 | 飯山市                      | 飯山市 |
| 五荷村       | 五荷村             | 五荷村             | 明治9年7月 豊田村     | 豊田村                  | 太田村                     | 昭和31年9月30日 飯山市に編入 | 飯山市                      | 飯山市 |
| 瀬木村       | 瀬木村             | 瀬木村             | 明治9年7月 豊田村     | 豊田村                  | 太田村                     | 昭和31年9月30日 飯山市に編入 | 飯山市                      | 飯山市 |
| 蕨野村       | 蕨野村             | 蕨野村             | 明治9年7月 豊田村     | 豊田村                  | 太田村                     | 昭和31年9月30日 飯山市に編入 | 飯山市                      | 飯山市 |
| 小境村       | 小境村             | 小境村             | 明治9年7月 豊田村     | 豊田村                  | 太田村                     | 昭和31年9月30日 飯山市に編入 | 飯山市                      | 飯山市 |
| 桑名川村     | 桑名川村           | 桑名川村           | 明治9年7月 照岡村     | 照岡村                  | 岡山村                     | 昭和31年9月30日 飯山市に編入 | 飯山市                      | 飯山市 |
| 西大滝村     | 西大滝村           | 西大滝村           | 明治9年7月 照岡村     | 照岡村                  | 岡山村                     | 昭和31年9月30日 飯山市に編入 | 飯山市                      | 飯山市 |
| 温井村       | 温井村             | 温井村             | 明治9年7月 一山村     | 一山村                  | 岡山村                     | 昭和31年9月30日 飯山市に編入 | 飯山市                      | 飯山市 |
| 下境村       | 下境村             | 下境村             | 明治9年7月 一山村     | 一山村                  | 岡山村                     | 昭和31年9月30日 飯山市に編入 | 飯山市                      | 飯山市 |
| 上境村       | 上境村             | 上境村             | 明治9年7月 一山村     | 一山村                  | 岡山村                     | 昭和31年9月30日 飯山市に編入 | 飯山市                      | 飯山市 |
| 上今井村     | 上今井村           | 上今井村           | 上今井村              | 上今井村                | 豊井村                     | 昭和31年9月30日 豊田村       | 平成17年4月1日 中野市の一部 | 中野市 |
| 笠倉村       | 笠倉村             | 笠倉村             | 明治8年 豊津村        | 豊津村                  | 豊井村                     | 昭和31年9月30日 豊田村       | 平成17年4月1日 中野市の一部 | 中野市 |
| 替佐村       | 替佐村             | 替佐村             | 明治8年 豊津村        | 豊津村                  | 豊井村                     | 昭和31年9月30日 豊田村       | 平成17年4月1日 中野市の一部 | 中野市 |
| 永江村       | 永江村             | 永江村             | 永江村                | 永江村                  | 永田村                     | 昭和31年9月30日 豊田村       | 平成17年4月1日 中野市の一部 | 中野市 |
| 穴田村       | 穴田村             | 穴田村             | 穴田村                | 穴田村                  | 永田村                     | 昭和31年9月30日 豊田村       | 平成17年4月1日 中野市の一部 | 中野市 |
| 白鳥村       | 白鳥村             | 白鳥村             | 明治9年7月 豊栄村     | 豊栄村                  | 水内村                     | 昭和31年9月30日 栄村         | 栄村                        | 栄村   |
| 平滝村       | 平滝村             | 平滝村             | 明治9年7月 豊栄村     | 豊栄村                  | 水内村                     | 昭和31年9月30日 栄村         | 栄村                        | 栄村   |
| 青倉村       | 青倉村             | 青倉村             | 明治9年7月 北信村     | 北信村                  | 水内村                     | 昭和31年9月30日 栄村         | 栄村                        | 栄村   |
| 森村         | 森村               | 森村               | 明治9年7月 北信村     | 北信村                  | 水内村                     | 昭和31年9月30日 栄村         | 栄村                        | 栄村   |
| 志久見村     | 志久見村           | 志久見村           | 明治8年6月 堺村       | 堺村                    | 下高井郡 堺村              | 昭和31年9月30日 栄村         | 栄村                        | 栄村   |
| 箕作村       | 箕作村             | 箕作村             | 明治8年6月 堺村       | 堺村                    | 下高井郡 堺村              | 昭和31年9月30日 栄村         | 栄村                        | 栄村   |

## 行政
歴代郡長
| 代 | 氏名       | 就任年月日               | 退任年月日                | 備考                   |
| -- | ---------- | ------------------------ | ------------------------- | ---------------------- |
| 1  | 足立誠     | 明治12年（1879年）1月4日 |                           |                        |
| 2  | 丸山英一郎 | 明治15年（1882年）8月    |                           |                        |
| 3  | 船越重舒   | 明治16年（1883年）11月   |                           |                        |
| 4  | 丸山英一郎 | 明治19年（1886年）8月    |                           | 2代の再任              |
| 5  | 前田広術   | 明治23年（1890年）6月    |                           |                        |
| 6  | 吉松集躬   | 明治30年（1897年）3月    |                           |                        |
| 7  | 紀浦次郎   | 明治32年（1899年）2月    |                           |                        |
| 8  | 犬童長豊   | 明治36年（1903年）4月    |                           |                        |
| 9  | 川上親賢   | 明治41年（1908年）12月   | 明治44年（1911年）4月23日 | 在任中に死去           |
| 10 | 安藤貞久   | 明治44年（1911年）5月    |                           |                        |
| 11 | 江藤斧太郎 | 大正元年（1912年）10月   |                           |                        |
| 12 | 藤崎供義   | 大正2年（1913年）2月     |                           |                        |
| 13 | 渡辺盛太郎 | 大正3年（1914年）3月     |                           |                        |
| 14 | 佐藤三男   | 大正3年（1914年）9月     |                           |                        |
| 15 | 田中英     | 大正5年（1916年）7月     |                           |                        |
| 16 | 高野忠衛   | 大正7年（1918年）7月     |                           |                        |
| 17 | 藤井勝太郎 | 大正11年（1922年）3月    |                           |                        |
| 18 | 見戸浩巍   | 大正12年（1923年）2月    |                           |                        |
| 19 | 竹中三吉   | 大正12年（1923年）12月   | 大正15年（1926年）6月30日 | 郡役所廃止により、廃官 |